# Список островов Сальвадора
В данной статье представлен список островов, являющихся территорией Сальвадора:

## Острова
| Название острова                | Координаты                  | Площадь (км²) | Департамент | Муниципалитет                 |
| ------------------------------- | --------------------------- | ------------- | ----------- | ----------------------------- |
| Остров Мартин Перес             | 13°17’0.78"N, 87°44’23.75"W | 2             | Ла-Уньон    | Ла-Уньон                      |
| Остров Сакатильо                | 13°18’18"N, 87°45’44"W      | 4             | Ла-Уньон    | Ла-Уньон                      |
| Остров Чучито                   | 13°19’24"N, 87°45’42"W      |               | Ла-Уньон    | Ла-Уньон                      |
| Остров Илка                     | 13°17’57"N, 87°44’41"W      |               | Ла-Уньон    | Ла-Уньон                      |
| Остров Перико                   | 13°22’51"N, 87°51’41"W      |               | Ла-Уньон    | Ла-Уньон                      |
| Остров Перикито                 | 13°23’24"N, 87°51’4"W       |               | Ла-Уньон    | Ла-Уньон                      |
| Остров Меангера                 | 13°12′N, 87°43′W            | 16            | Ла-Уньон    | Меангера Дель Гольфо          |
| Остров Меангерита               | 13°10’20"N, 87°41’11"W      |               | Ла-Уньон    | Меангера Дель Гольфо          |
| Остров Кончагуита               | 13°14’7"N, 87°46’4"W        | 8,45          | Ла-Уньон    | Меангера Дель Гольфо          |
| Сан-Хуан-дель-Гозо (полуостров) | 13°13’0"N, 88°36’0"W        |               | Усулутан    | Пуэрто Эль Триунфо, Хикилиско |
| Остров Монтекристо              | 13°15′N, 88°48′W            |               | Усулутан    | Хикилиско                     |
| Остров Кумихин                  | 13°15’0"N, 88°40’0"W        |               | Усулутан    | Хикилиско                     |
| Остров Эль-Магеяль              | 13°14’30"N, 88°38’50"W      | 0,13          | Усулутан    | Хикилиско                     |
| Остров Эль Эспириту Санто       | 13°14’0"N, 88°37’0"W        |               | Усулутан    | Пуэрто Эль Триунфо            |
| Остров Эль Платанар             | 13°11’25"N, 88°21’60"W      |               | Усулутан    | Усулутан                      |
| Остров Эль-Арко                 | 13°10’50"N, 88°19’50"W      |               | Усулутан    | Хукуаран                      |
| Остров Ла Тасахера              | 13°17’0"N, 88°52’0"W        |               | Ла-Пас      | Сан Луис ла Эррадура          |
| Остров Эль Кахете               | 13°42’16"N, 90°0’33"W       |               | Ауачапан    | Хухутла                       |

Спорные территории:
- Остров Конехо, в заливе Фонсека, оспаривается Гондурасом

| Название острова       | Координаты                   | Площадь (км²) | Департамент   | Озеро           |
| ---------------------- | ---------------------------- | ------------- | ------------- | --------------- |
| Остров Оломега         | 13°17’49"N, 88°3’46"W        | 0,77          | Сан-Мигель    | Лагуна Оломега  |
| Остров Оломегита       | 13°17’45"N, 88°3’8"W         | 0,1           | Сан-Мигель    | Лагуна Оломега  |
| Остров Лос-Чивос       | 13°18’11.50"N, 88° 2’10.50"W | 0,0008        | Сан-Мигель    | Лагуна Оломега  |
| Остров Ла Касита       | 13°18’3"N, 88° 2’12"W        | 0,002         | Сан-Мигель    | Лагуна Оломега  |
| Остров Эль Борболлон   | 13°18’21"N, 88°1’49"W        | 0,01          | Ла-Уньон      | Лагуна Оломега  |
| Остров Типа            | 14°14’52"N, 89°31’12"W       | 0,07          | Санта-Ана     | Озеро Гиха      |
| Остров Остуа           | 14°16’32"N, 89°32’50"W       | 0,14          | Санта-Ана     | Озеро Гиха      |
| Остров Цинтулар        | 14°14’41"N, 89°31’18"W       |               | Санта-Ана     | Озеро Гиха      |
| Остров Теопан          | 13°50’39"N, 89°33’47"W       | 3,55          | Санта-Ана     | Озеро Коатепеке |
| Остров Эль-Серро       |                              |               | Сан-Сальвадор | Озеро Илопанго  |
| Остров Эль-Портильо    | 13°40’20"N, 89°4’32"W        |               | Сан-Сальвадор | Озеро Илопанго  |
| Остров Чачагасте       |                              |               | Сан-Сальвадор | Озеро Илопанго  |
| Остров Серро-Лос-Патос |                              |               | Ла-Пас        | Озеро Илопанго  |